# Los Santos (Kolumbien)
Los Santos  ist eine Gemeinde (municipio) in Kolumbien im Departamento de Santander. Sie erstreckt sich über das Hochplateau La Mesa de Los Santos („Der Tisch von Los Santos“). Das gleichnamige Dorf mit Sitz der kommunalen Einrichtungen liegt etwa 62 km von Bucaramanga entfernt.

## Geographie
Los Santos liegt in der Provinz Soto in Santander auf einer Höhe von 1310 m ü. NN in der Ostkordillere der Anden und hat eine Jahresdurchschnittstemperatur von etwa 21 °C. Die Gemeinde grenzt im Norden an Girón und Piedecuesta, im Süden an Jordán und Villanueva, im Osten an Aratoca und im Westen an Zapatoca.

### Gemeindegliederung
Die Gemeinde besitzt 29 Bezirke, sogenannte veredas. Einer dieser Bezirke ist das Dorf an sich, das sich weiter in vier Stadtviertel sogenannten barrios unterteilt.

## Bevölkerung
Die Gemeinde Los Santos hat 12.648 Einwohner, von denen 2007 im städtischen Teil (cabecera municipal) der Gemeinde leben (Stand: 2019).

## Geschichte
Das Gebiet des heutigen Los Santos war vor der Ankunft der Spanier vom indigenen Volk der Guanes besiedelt. Mitte des 18. Jahrhunderts gab es schon eine erste Kapelle und ab 1826 eine eigene Kirchengemeinde. Der Ort wurde 1750 von Vicente Rueda und Bartolomé Mantilla gegründet.

## Wirtschaft
Der Bergbau stellt die größte Einkunftsquelle der Region dar. Vor allem wird Gips abgebaut, der zur Zementherstellung verwendet wird. In der Landwirtschaft werden neben Tabak, durch den die Mehrheit der Einwohner ihren Lebensunterhalt verdient, auch Kaffee, Yuca, Mais und verschiedene Obstsorten angebaut. Die Rinder- und Hühnerzucht stellt neben der Landwirtschaft eine weitere Einkommensquelle der Bürger dar.

### Tourismus
Die Gemeinde bietet einen Kletterpark namens „La mojarra“ und Höhlenwanderungen an, bei denen Malereien der Guanes, ein indigenes Volk, das dieses Gebiet bewohnt hat, besichtigen kann. Der Nationalpark Chicamocha ist von La Mesa de Los Santos über eine Gondelbahn zu erreichen, mit der man den Cañón del Chicamocha und den gleichnamigen Fluss überqueren kann.

## Infrastruktur
Das Dorf Los Santos besitzt eine Verkehrsanbindung über Busse nach Piedecuesta und Bucaramanga. Innerhalb der Gemeinde fahren vereinzelt Busse um auch abgelegene Teile zu erreichen. Trotzdem stellt für die dort wohnende Bevölkerung das Motorrad das Hauptverkehrsmittel dar. Mit Elektrizität wird das Dorf durch Überlandleitungen von Bucaramanga kommend versorgt. Aufgrund von Stürmen kommt es des Öfteren zu Stromausfällen. Ein Aquädukt versorgt das Dorf mit Wasser, das allerdings nicht trinkbar ist. Zurzeit wird ein Projekt angegangen, das die Bewohner von Los Santos mit Trinkwasser versorgen soll (Stand 2013). Im ländlichen Raum versorgen sich die Bewohner vor allem durch freie Quellen oder Brunnen.